# Rantanplan (Band)
Rantanplan ist eine 1995 gegründete Hamburger Ska-Punk-Band. Einziges verbliebenes Gründungsmitglied ist der Sänger und Gitarrist Torben Meissner.

## Bandgeschichte

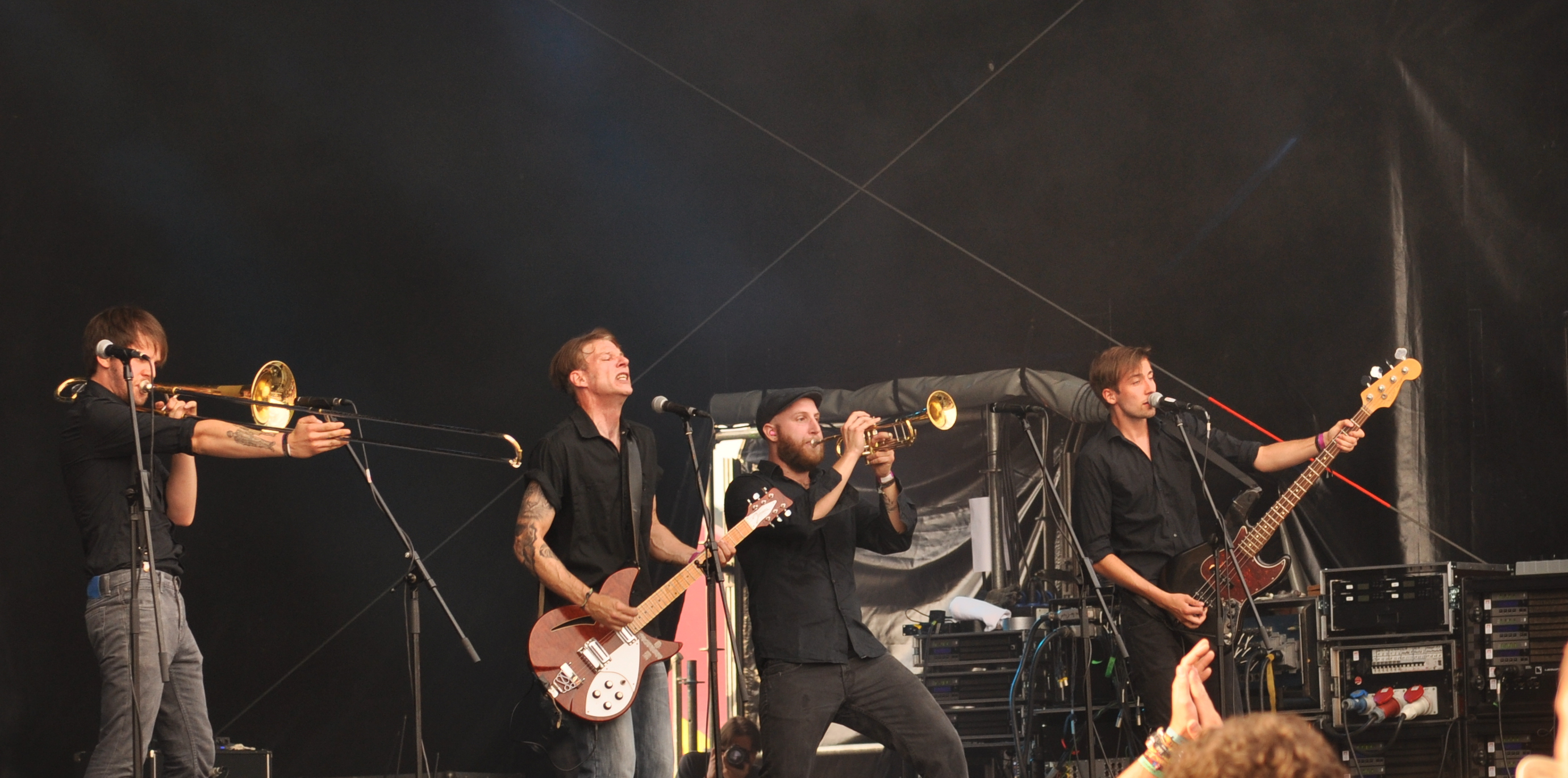
Rantanplan live 2014

Meissner und der Bassist Bustorff gründeten Rantanplan Anfang 1995 in Hamburg. Musikalische Vorbilder waren die Bands Operation Ivy und The Mighty Mighty Bosstones. Meissner und Bustorff benannten ihre Band nach dem Hund der Comicfigur Lucky Luke und persiflierten damit die vielen Hardcore-Bands, die als Bandnamen Kampfhunderassen wählten. Meissner spielte zu dieser Zeit selbst noch parallel in der Hardcore-Band Bandog (Kettenhund).
Im Laufe des Jahres 1995 ersetzte Tim Schottstedt den ursprünglichen Schlagzeuger und Marcus Wiebusch kam hinzu, der gleichzeitig weiter in der Band …But Alive spielte. Es entstanden die Demotapes Hippiejäger und Erschossen, beschissen, um nichts, um alles.
Die Besetzung der Band wurde 1996 komplettiert durch Daniel „Brian“ Wickersheim (Posaune) und Lars Ramakers (Trompete).

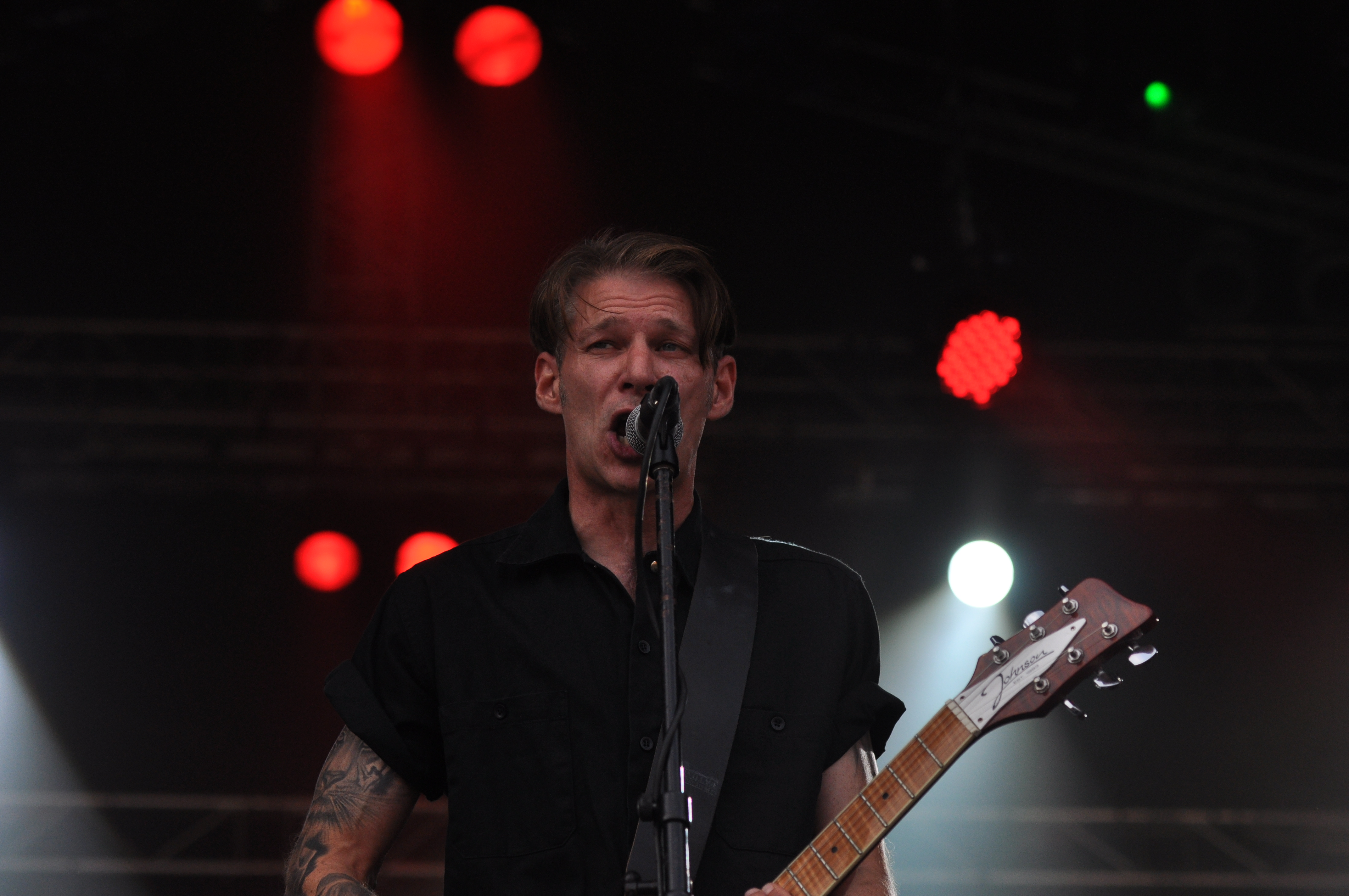
Sänger und Gitarrist Torben Meissner, 2014

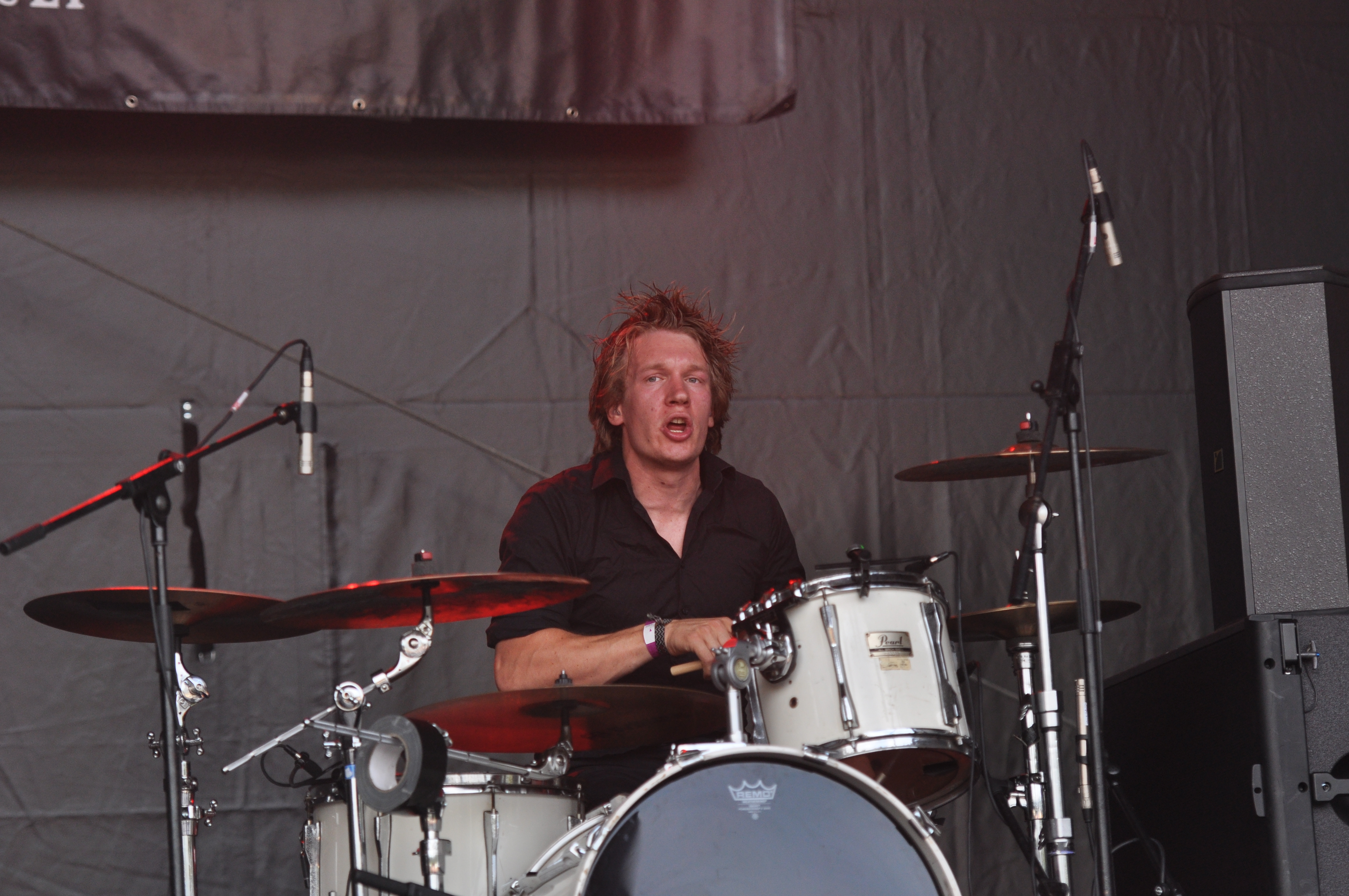
Schlagzeuger Marlon Fertinger

Das Debütalbum Kein Schulterklopfen (Gegen den Trend) wurde von Christian Mevs im Soundgarden Studio in Hamburg produziert und erschien 1996 auf dem von Wiebusch gegründeten Plattenlabel B.A. Records.
1998 folgte das zweite Studioalbum Köpfer, wieder produziert von Christian Mevs und veröffentlicht bei B.A. Records.
1998 spielte Rantanplan auf dem Stemweder Open Air.
Die Aufnahmen für das dritte Studioalbum Samba fanden im Herbst 1999 in geänderter und verkleinerter Besetzung statt. Wiebusch und Bustorff hatten die Band verlassen, sie gründeten später die Band Kettcar. Den Bass übernahm Lars „Peso“ Paetzelt. Das Album erschien dann 2000 auf dem Label Rodrec. Nach dieser Veröffentlichung trennte sich die Band wieder von dem Label.
2001 spielten sie im Vorprogramm der Band Die Ärzte.
Die EP Tresenthesen brachte die Band 2002 ohne Label in Eigenregie auf den Markt. Es sind unter anderem Versionen ihrer Songs mit Country- und Discoeinflüssen enthalten.
Das vierte Studioalbum Junger Mann zum Mitreisen Gesucht erschien 2003 auf dem eigenen Label Hamburg Allstyles. Die Gründung des Labels erfolgte, weil die Angebote anderer Plattenfirmen für die Band nicht akzeptabel waren. Bereits vor der Veröffentlichung des Albums hatten Trompeter Ramakers und Posaunist Wickersheim die Band verlassen. Sie wurden durch Wido Sauer und Sven-Ole Schoch ersetzt.
Nach der 2005 veröffentlichten EP Liebe Minus Null kam es 2006 erneut zu Umbesetzungen in der Band: Lars Hellberg übernahm von Schottstedt das Schlagzeug, Tim Grunwald von Paetzelt den Bass.
2007 erschien auf dem eigenen Label das fünfte Studioalbum 20359, benannt nach einer Postleitzahl für den Hamburger Stadtteil St. Pauli. Es wurde von dem Produzenten Don Fury in New York aufgenommen.
In 2009 kam es erneut zu einem personellen Umbruch in der Band: am Bass folgte Rafael de Leon-Marcuse auf Tim Grunwald, Benno Oppermann übernahm das Schlagzeug von Lars Hellberg, Gero Graas ersetzte Sven-Ole Schoch an der Posaune und zusätzlich stieg Ulf Werner als Trompeter ein.
Das erste Live-Album Halts’s Maul – Mach Musik kam 2009 auf den Markt; die enthaltenen 27 Stücke wurden am 10. Oktober 2008 in Hamburg aufgenommen. Es folgte 2010 das Album Unleashed, eine Zusammenstellung von Samplerbeiträgen und Singletracks.
In der folgenden Zeit verließ Schlagzeuger Oppermann die Band, Marlon Fertinger, der auch in der Skatepunk-Band Narcolaptic spielt, trat an seine Stelle. Am Bass folgte Kay Petersen auf de Leon-Marcuse.
Mit Pauli erschien 2013 das sechste Studioalbum, ein Konzeptalbum über den Hamburger Stadtteil. Es wurde von dem früheren Schlagzeuger Oppermann in den Hamburger Tao-Studios produziert.
Das in 2017 auf dem Label Drakkar veröffentlichte Album Licht und Schatten verschaffte der Band die erste Platzierung in den deutschen Albumcharts (Platz 71). Das Album wurde von Linda Gerdes in dem Hamburger Cloud Hill Studio produziert. Der Formation der Band hatte sich zuvor erneut geändert: Fabian Vehreschild hatte von Kay Petersen den Bass übernommen.
2019 erschien auf dem Label Drakkar das achte Studioalbum Stay Rudel, Stay Rebel, das Platz 31 der deutschen Albumcharts erreichte. Der Albumtitel ist dem Lied Stay Rude, Stay Rebel der Band No Sports entlehnt. Die Titel wurden in den Cloud Hill Studios aufgenommen, produziert von Benno Kupsa und dem ehemaligen Bandmitglied Kay Petersen.
Im Februar 2023 wurde das Album Ahoi veröffentlicht. Passend zum Titel handelt es sich um Songs, die sich hauptsächlich um die Seefahrt und das Meer drehen. Das Album war für eine Woche in den deutschen Charts und erreichte Rang 11.
Im April 2024 starb der langjährige Bassist Peso.

## Stil
Die Band behandelt in ihren Texten Themen wie Politik, Gesellschaft, Religion und Kultur auf zynische und humorvolle Weise. Eine Besonderheit ist die Tatsache, dass sich auf vielen Alben der Band ein gesungenes Gedicht befindet. So waren in der Vergangenheit schon Werke von Rainer Maria Rilke (Der Panther auf dem Album Köpfer), Bertolt Brecht oder Friedrich Nietzsche (Ecce homo auf dem Album Samba) zu hören.
Musikalisch sind Rantanplan zwischen Rock, Ska und Punk zu verorten. Der Stil ändert sich von Album zu Album, wobei eine Stilrichtung häufig einen Schwerpunkt auf einem Album bildet.

## Diskografie
- 1996: Kein Schulterklopfen (Gegen den Trend) (CD/LP) (B.A. Records)
- 1998: Köpfer (CD/LP) (B.A. Records)
- 2000: Samba (CD/LP) (Rod Record)
- 2002: Tresenthesen (Doppel-7″/CD-EP)
- 2003: Junger Mann zum Mitreisen gesucht (CD/LP) (Hamburger)
- 2005: Liebe Minus Null (CD/EP)
- 2007: 20359 (CD/LP) Hamburg Allstyles Records
- 2009: Halt’s Maul - Mach Musik! (CD/LP) (Tapete Records)
- 2010: Unleashed (CD) (Hamburg Allstyles Records) / (LP) (Tapete Records)
- 2013: Pauli (CD/LP) (Hamburg Allstyles Records / Neo-Lacrima-Records / Sony Music)
- 2017: Licht und Schatten (CD/Digipack/LP/Box-Set) (Drakkar Records / Soulfood Music)
- 2019: Stay Rudel – Stay Rebel (Drakkar Records / Soulfood Music)
- 2023: Ahoi (CD/LP) (SBÄM Records)
- 2024: Live, Übel und Gefährlich (CD/Doppel-LP) (Hamburg Records)